# 鹿児島県立鴨池補助競技場

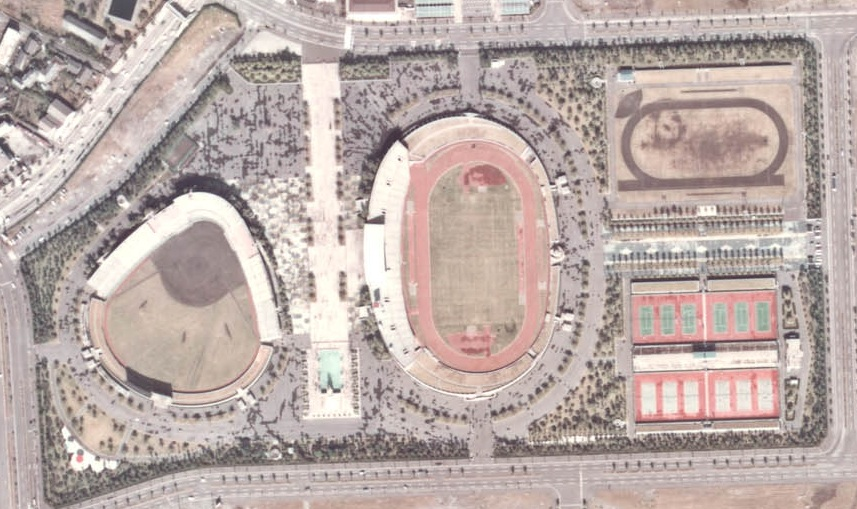
鴨池公園の航空写真。中央部分が陸上競技場メインスタジアム、その右上が補助競技場。

鹿児島県立鴨池補助競技場（かごしまけんりつ かもいけほじょきょうぎじょう）は、鹿児島県鹿児島市にある多目的競技場で、セイカスポーツグループが指定管理者として管理・運営を行っている。鴨池公園内に立地していて、同公園内には他に陸上競技場（2020年国民体育大会主会場。またJリーグの鹿児島ユナイテッドFCの本拠地）や、プロ野球も開催される県立平和リース野球場、市民球場などがある。

## 施設概要
- 収容人員　2000人程度（座席数約1000・メインスタンド及びバックスタンド前部のみ固定座席、他は芝生席）
- 得点板、照明設備
- トラック8レーン（1周400m・直線100m走路。全天候型ウレタン舗装　2015年3月に国民体育大会開催に備えてそれまでのクレートラック（6レーン）から改装）
- 天然芝フィールド

## 交通
- JR九州・鹿児島市電鹿児島中央駅よりバス及び徒歩20分